# Chris Stewart (politik)
Chris Stewart (celým jménem Christopher Douglas Stewart; * 15. července 1960 Logan, Utah, USA) je americký republikánský politik. Od roku 2013 je členem Sněmovny reprezentantů USA za druhý obvod státu Utah.
V roce 1978 vystudoval Sky View High School a zapsal se na Utah State University. V letech 1984–1998 sloužil Letectvu Spojených států amerických, kde dosáhl hodnosti majora.
Je členem Církve Ježíše Krista Svatých posledních dnů.